# Giancarlo Esposito
Giancarlo Giuseppe Alessandro Esposito (tiếng Ý: [dʒaŋˈkarlo dʒuˈzɛppe alesˈsandro eˈspɔːzito]; sinh ngày 26 tháng 4 năm 1958) là một diễn viên người Mỹ. Anh được biết đến nhiều nhất qua vai Gus Fring trong loạt phim chính kịch tội phạm Breaking Bad của AMC, từ năm 2009 đến năm 2011, cũng như trong loạt phim tiền truyện Better Call Saul, từ năm 2017 đến năm 2022. Với vai diễn này, anh đã giành được Giải thưởng truyền hình Critics' Choice cho Nam diễn viên phụ xuất sắc nhất trong phim chính kịch (2012) và nhận được ba đề cử cho Giải thưởng Primetime Emmy cho Nam diễn viên phụ xuất sắc nhất trong phim chính kịch.
Các vai diễn truyền hình khác của anh bao gồm Đặc vụ Liên bang Mike Giardello trong loạt phim Homicide: Life on the Street (1998–1999) của NBC, Sidney Glass / Magic Mirror trong loạt phim giả tưởng Once Upon a Time (2011–2017) của ABC, Tom Neville trong loạt phim Revolution (2012–2014) của NBC, Tiến sĩ Edward Ruskins trong loạt phim Dear White People (2017–2021) của Netflix, Stan Edgar trong loạt phim The Boys (2019–nay) của Amazon và The Boys Presents: Diabolical (2022) và Moff Gideon trong loạt phim The Mandalorian (2019–2023) của Disney+, phần sau cùng đã mang về cho anh hai đề cử Giải Primetime Emmy. Anh cũng vào vai Adam Clayton Powell Jr. trong loạt phim Godfather of Harlem (2019–nay) của MGM+, diễn xuất trong Westworld (2016) và đóng vai chính trong loạt phim truyền hình Kaleidoscope (2023) và The Gentlemen (2024) của Netflix.
Anh cũng được biết đến qua các vai diễn trong một số bộ phim của Spike Lee, chẳng hạn như School Daze (1988), Do the Right Thing (1989), Mo' Better Blues (1990) và Malcolm X (1992). Những bộ phim lớn khác của anh bao gồm Taps (1981), King of New York (1990), Bob Roberts (1992), Fresh (1994), The Usual Suspects (1995), Ali (2001), Monkeybone (2001), Last Holiday (2006), Rabbit Hole (2010), The Jungle Book (2016), Okja (2017) và Stargirl (2020).

## Tiểu sử
Giancarlo Giuseppe Alessandro Esposito sinh ra tại Copenhagen, Đan Mạch, là con trai của Giovanni "John" C. Esposito, một người làm sân khấu và thợ mộc người Ý đến từ Naples, và Elizabeth "Leesa" Foster, một ca sĩ opera và hộp đêm người Mỹ gốc Phi đến từ Alabama.
Khi Esposito lên sáu, gia đình anh chuyển đến Manhattan. Anh theo học tại Elizabeth Seton College ở New York và lấy bằng hai năm về truyền thông phát thanh và truyền hình.

## Đời tư
Esposito đã kết hôn với Joy McManigal. Họ có bốn cô con gái. Sau đó, họ ly hôn. Sau khi ly hôn, Esposito phải tuyên bố phá sản và anh đã cân nhắc đến việc tự tử bằng cách sắp xếp vụ giết người của chính mình để có tiền bảo hiểm cho các con trước khi được chọn vào vai trong Breaking Bad.
Anh được nuôi dạy theo đạo Công giáo và cân nhắc đến việc trở thành một linh mục.